# Brittisk militär förplägnad under fransk-indianska kriget
Brittisk militär förplägnad under fransk-indianska kriget kännetecknades av ett vitaminunderskott vilket kunde leda till bristsjukdomar, om den inte kompletterades genom soldaternas egna odlingar eller inköp. I fält kunde energitillskottet också vara för litet. Provinstruppernas förplägnad hade generellt ett större energiinnehåll.  

## Proviantstater

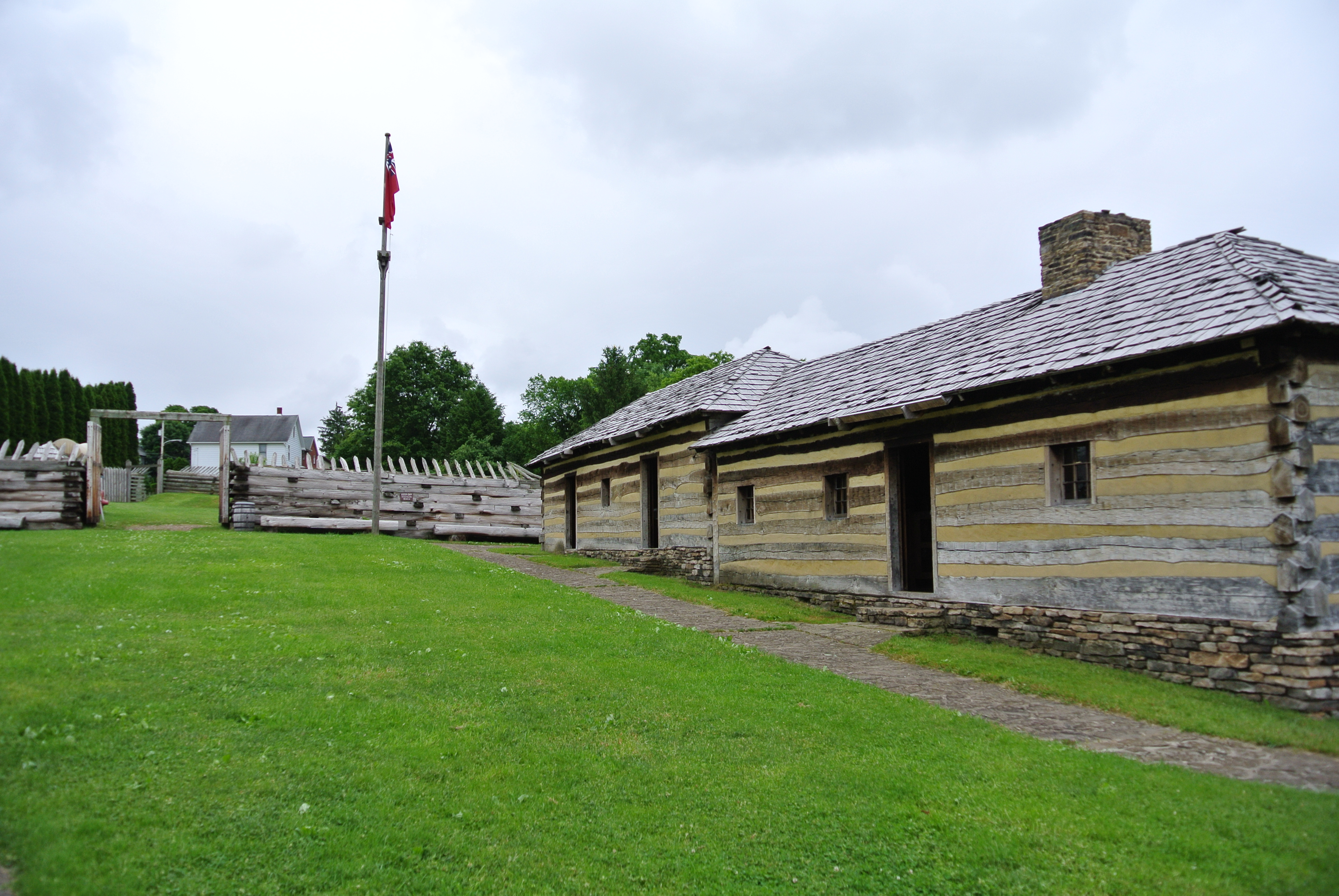
Fort Ligonier var en gränsfästning i Pennsylvania under det fransk-indianska kriget. Här ses en manskapsbarack och ett intendenturförråd i det rekonstruerade fortet.

Under kolonialkrigen förplägades den reguljära armén efter en proviantstat som fastställts av det brittiska parlamentet. Under det fransk-indianska kriget såg den ut som följer (portion per man och dag):
| Livsmedelsslag      | Brittiska mått och vikter | Metersystemet     |
| ------------------- | ------------------------- | ----------------- |
| Bröd eller vetemjöl | 1 skålpund                | 450 gram          |
| Kött eller Fläsk    | 1 skålpund 9 1/7 uns      | 450 gram 260 gram |
| Smör                | 6/7 uns                   | 85 gram           |
| Ärter               | 3/7 pint                  | 25 cl             |
| Ris eller havregryn | 11/7 pint                 | 85 cl             |

Källa: 
De kvinnor som hade tillstånd att medfölja armén fick en halv portion per dag och barn en kvarts. Om färskt bröd eller kött inte fanns ersattes de med färskt eller salt fläsk, skorpor, vetemjöl eller majsmjöl. Extra proviant i form av frukt, grönsaker och ost kunde också lämnas ut när de var tillgängliga.

## Näringsvärde
Den brittiska proviantstaten hade ett näringsvärde av 2 400 till 3 100 kcal per dag vilket var tillräckligt för garnisonstjänst, men otillräckligt i fält. Först när extra proviant lämnades ut var den tillräcklig även i fält. Dess största brist låg i avsaknandet av färska livsmedel, framförallt färska grönsaker, vilket ofta ledde till utbrott av skörbjugg, både i fält och garnison. För att motverka detta började man under fransk-indianska kriget lokalt inkludera spruce beer (öl där granskott tillsatts i mäsken) i proviantstaten. Men det skedde inte konsekvent eller regelbundet, utan framförallt som en reaktion på redan inträffade skörbjuggsutbrott. Ett armébryggeri anlades 1765 i Fort Pitt, det nuvarande Pittsburg. I fält fick soldaterna ofta gå hungriga då underhållskedjorna inte kunde upprätthållas på grund av långa avstånd, primitiva transporter och svåra terrängförhållanden. Färska livsmedel förstördes därtill lätt under de varma somrarna.

## Kompletteringar av proviantstaten

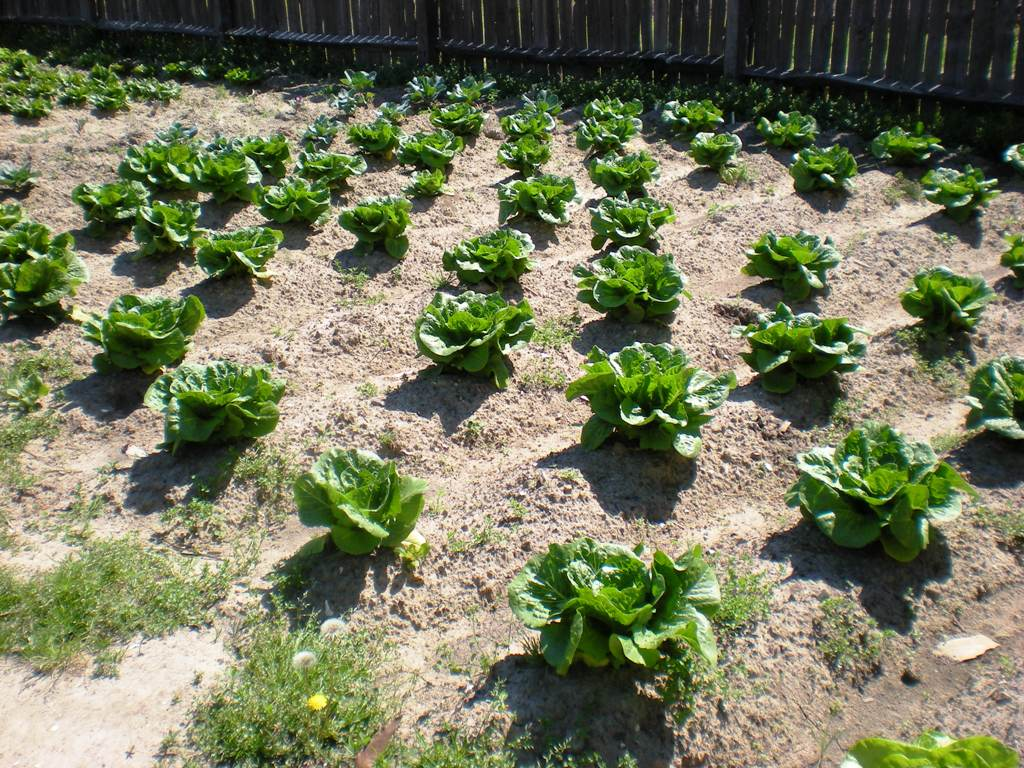
Kålgård med sallatsodling på 1700-talsmanér.

När truppen låg i garnison kompletterades den av kronan utlämnade provianten med grönsaker från kålgårdar som soldaterna skötte på sin fritid. Det var mest rovor, morötter och kål som odlades. Stadsgarnisonernas soldater kunde köpa livsmedel på den civila marknaden, medan man vid gränsfästningarna eller i fält var begränsade till vad marketentarna sålde. Utrymmet för sådana inköp var dock små, eftersom soldatlönen var liten och föremål för en hel rad avdrag, bland annat för den proviant som utlämnades. Vid marscher genom bebodda trakter var furagering, en omskrivning för stölder och rån av livsmedel från civilbefolkningen, inte en okänd företeelse.

## Provinstruppernas proviantstater
Provinstrupperna (provincials) hade egna proviantstater, som fastställdes av varje koloni för sig. De var generösare, för Massachusetts soldater tillkom 225 gram socker, 47 cl sirap och 82 cl rom per vecka. Men när provinstrupperna ingick i fältarmén fick de sin proviant genom den reguljära arméns underhållskedja och livsmedel utlämnades efter den i London fastställda proviantstaten. Enligt Pennsylvanias "Militia Supply Act" 1755, skulle varje vecka utdelas 1,4 kg kött, 455 g fisk, 1,4 kg fläsk, 4,8 kg bröd och 80 cl rom.

## Tillagning
Livsmedel utlämnades till soldaterna för flera dagar åt gången och de fick själva hushålla med dem. Kokfödan tillreddes i fält i matlag om 5-6 man, som också delade tält. Varje matlag hade en kokkittel och en vedyxa. Kött kokades vanligen tillsammans med andra ingredienser till en tjock soppa. Maten tillagades i kokgravar eller kokgropar. Bröd bakades när så kunde fortlöpande av civila bagare även i fält och varje soldat fick var fjärde dag en limpa om 2,7 kg. Färskt bröd kunde ersättas med hårda skorpor (hardtack) som levererades från civila bagerier i hemorten. I värsta fall utlämnades enbart mjöl till soldaterna, som fick använda det bäst de kunde antingen i kokfödan eller genom egen primitiv brödbakning med ojäst deg; så kallade fire cakes.  Om man hade tid, byggde man i fält kompanivisa bakugnar, vilka var jordhögar med flera små ugnar ingrävda i sidorna. Jordhögen behöll värmen bättre och krävde mindre brännved; därmed sparade man tid på vedhuggning.